# Кан Ёсан
Кан Ёсан (кор. 강여상; 15 июня 1999, Инчхон, Южная Корея), более известный как Ёсан, — южнокорейский певец. Вокалист, ведущий танцор и вижуал бой-бэнда Ateez.

## Биография
Кан Ёсан родился 15 июня 1999 года в Инчхоне (Южная Корея). Семья состоит из родителей и старшей сестры. Ёсан учился в музыкальной академии и был стажером в Big Hit Entertainment. Проходя обучение, был задействован в концертных номерах и часто выступал на мероприятиях. 24 октября Ёсан дебютировал как участник первой мужской группы KQ Entertainment ATEEZ с выпуском мини-альбома Treasure Ep.1 : All To Zero.

### Карьера
2018Пре-дебют, реалити-шоу и дебют с Treasure EP.1: All to Zero
Перед своим дебютом KQ Entertainment выпустил серию видео на YouTube, KQ Fellaz 미국 연수기 (KQ fellaz American Training), в которой всей группой отправились в Лос-Анджелес (Калифорния), чтобы тренироваться. Для финала серии KQ Fellaz выпустили песню «From» 3 июля 2018 года.
2 октября 2018 года, через свой официальный SNS, ATEEZ выпустили фото-тизеры, объявляющие дату своего дебюта. Кроме того, они предоставили дату и место их дебютного шоукейса: октябрь 24 в Yes24 Livehall. После этого объявления они последовательно загружали фото-тизеры с 8 по 23 октября.
24 октября 2018 года ATEEZ выпустили свой дебютный альбом Treasure EP.1: All to Zero. Наряду с альбомом были выпущены музыкальные клипы для треков «Pirate King» и «Treasure». Альбом достиг 7-го места в чарте Gaon Albums. Группа провела свой дебютный шоукейс в тот же день с аудиторией около 400 человек. Их первое музыкальное шоу состоялось 25 октября на M Countdown.
2019Treasure EP.2: Zero to One, Treasure EP.3: One to All, и The Expedition Tour
2 января 2019 года ATEEZ выпустили фото через свой официальный SNS с кодом Морзе в качестве подписи. 3 января они подтвердили своё возвращение с альбомом Treasure EP.2: Zero to One с последующим тизером. 15 января они выпустили свой альбом и видеоклипы к заглавным песням: «Say My Name» и «Hala Hala».
24 января, спустя всего лишь 3 месяца после дебюта, они объявили о своём первом туре под названием The Expedition Tour.
18 сентября ATEEZ объявили о своем возвращении с финальным альбомом из серии Treasure EP.Fin: All To Action.
2020Treasure Epilogue
6 января Ateez выпустили свой четвертый мини-альбом, Treasure Epilogue: Action to Answer, заключительную часть серии «Treasure».[31] 12 февраля состоялся релиз японского мини-альбома Treasure Ep. Map to Answer.

## Дискография

### Студийные альбомы
| Название                         | Детали | Высшая позиция | Высшая позиция | Высшая позиция | Высшая позиция | Высшая позиция | Высшая позиция | Продажи                    |
| Название                         | Детали | KOR            | AUS Dig.       | FRA Dig.       | JPN            | US Heat.       | US World       | Продажи                    |
| -------------------------------- | --- | -------------- | -------------- | -------------- | -------------- | -------------- | -------------- | -------------------------- |
| Treasure EP.Fin: All to Action   | - Релиз: 8 октября 2019 года - Лейбл: KQ Entertainment, RCA Records - Формат: CD, digital download, streaming | 1              | 32             | 53             | —              | 10             | 7              | - KOR: 174,855 - US: 1,000 |
| Японские                         | |                |                |                |                |                |                |                            |
| Treasure EP.Extra: Shift the Map | - Релиз: 4 декабря 2019 года - Лейбл: Nippon Columbia - Формат: CD, digital download, streaming               | —              | —              | 9              | —              | —              | —              | - JPN: 13,113 (Физ.)       |

### Мини-альбомы
| Название                                                                             | Детали                                                                                                  | Позиции в чартах | Позиции в чартах | Позиции в чартах | Позиции в чартах | Позиции в чартах | Позиции в чартах | Продажи                                                            |
| Название                                                                             | Детали                                                                                                  | KOR              | AUS Dig.         | FRA Dig.         | JPN              | US Heat.         | US World         | Продажи                                                            |
| ------------------------------------------------------------------------------------ | --- | ---------------- | ---------------- | ---------------- | ---------------- | ---------------- | ---------------- | ------------------------------------------------------------------ |
| Treasure EP.1: All to Zero                                                           | - Релиз: 24 октября 2018 года - Лейбл: KQ Entertainment - Формат: CD, digital download, streaming       | 7                | —                | —                | —                | —                | 12               | - KOR: 57,577 - US: 10,000                                         |
| Treasure EP.2: Zero to One                                                           | - Релиз: 15 января 2019 года - Лейбл:: KQ Entertainment - Формат: CD, digital download, streaming       | 6                | —                | 94               | —                | 7                | 5                | - KOR: 69,903 - US: 1,000                                          |
| Treasure EP.3: One to All                                                            | - Релиз: 10 июня 2019 года - Лэйбл: KQ Entertainment - Формат: CD, digital download, streaming          | 2                | 35               | 45               | 25               | 9                | 8                | - KOR: 149,513 - JPN: 2,896 (Физ.) - JPN: 2,896 (Phy.) - US: 1,000 |
| Treasure Epilogue: Action to Answer                                                  | - Релиз: 6 января 2020 года - Лейбл: KQ Entertainment - Формат: CD, digital download, streaming         | 1                | —                | N/A              | 31               | 18               | 5                | - KOR: 150,314 - JPN: 1,472 (Физ.) - US: 1,000                     |
| Treasure EP.Map to Answer                                                            | - Релиз: 12 февраля 2020 года (JPN) - Лейбл: KQ Entertainment - Формат: CD, digital download, streaming | —                | —                | N/A              | 3                | —                | —                | - JPN: 18,720 (Физ.)                                               |
| «—» обозначает релизы, которые не вошли в чарты или не были выпущены в этом регионе. | |                  |                  |                  |                  |                  |                  |                                                                    |

### Синглы
| Название                                                                             | Год  | Высшая позиция | Высшая позиция | Высшая позиция | Продажи     | Альбом                              |
| Название                                                                             | Год  | KOR            | KOR Hot.       | US World       | Продажи     | Альбом                              |
| ------------------------------------------------------------------------------------ | ---- | -------------- | -------------- | -------------- | ----------- | ----------------------------------- |
| «Pirate King» (해적왕)                                                               | 2018 | —              | —              | —              | N/A         | Treasure EP.1: All to Zero          |
| «Treasure»                                                                           | 2018 | —              | —              | —              | N/A         | Treasure EP.1: All to Zero          |
| «Say My Name»                                                                        | 2019 | —              | —              | 8              | N/A         | Treasure EP.2: Zero to One          |
| «Illusion»                                                                           | 2019 | —              | 70             | 23             | N/A         | Treasure EP.3: One to All           |
| «Wave»                                                                               | 2019 | —              | —              | 17             | N/A         | Treasure EP.3: One to All           |
| «Wonderland»                                                                         | 2019 | —              | —              | 6              | - US: 1,000 | Treasure EP.Fin: All to Action      |
| «Answer»                                                                             | 2020 | —              | —              | 6              | - US: 1,000 | Treasure Epilogue: Action to Answer |
| «—» обозначает релизы, которые не вошли в чарты или не были выпущены в этом регионе. |      |                |                |                |             |                                     |

## Фильмография

### Реалити-шоу
| Год  | Название               | Эпизодов    | Телеканал | Примечания     | Ссылка |
| ---- | ---------------------- | ----------- | --------- | -------------- | ------ |
| 2018 | KQ Fellaz 미국 연수기  | 19 эпизодов | YouTube   | пре-дебют в LA | [ 24 ] |
| 2018 | Code Name Is Ateez     | 8 эпизодов  | Mnet      | пре-дебют      | [ 25 ] |
| 2019 | Ateez(에이티즈) Wanted | 8 эпизодов  | Youtube   |                | [ 24 ] |
| 2019 | Ateez Long Journey     | 4 эпизода   | Mnet      |                | [ 26 ] |
| 2019 | Ateez Treasure Film    | 3 эпизода   | Mnet      |                |        |
| 2019 | Ateez ANEWZ            | 6 эпизодов  | YouTube   |                |        |

## Концерты и туры
- The Expedition Tour in USA (15—24 марта 2019)
- Expedition Tour in Europe (3—21 апреля 2019)
- The Expedition Tour in Australia (9—11 августа 2019)

## Награды и номинации

### Golden Disk Awards
| Год  | Премия                      | Номинация | Результат | Ссылка |
| ---- | --------------------------- | --------- | --------- | ------ |
| 2019 | Лучший альбом               | Ateez     | Номинация |        |
| 2019 | Самый популярный артист     | Ateez     | Номинация |        |
| 2019 | Награда новичка             | Ateez     | Номинация |        |
| 2019 | Премия следующего поколения | Ateez     | Победа    | [ 27 ] |

### Mnet Asian Music Awards
| Год  | Премия                      | Номинация | Результат | Ссылка |
| ---- | --------------------------- | --------- | --------- | ------ |
| 2019 | Артист Года                 | Ateez     | Номинация | [ 28 ] |
| 2019 | Выбор фанатов по всему миру | Ateez     | Победа    | [ 28 ] |
| 2019 | Лучший новый мужской артист | Ateez     | Номинация | [ 28 ] |

### MTV EMA Awards
| Год  | Премия                  | Номинация | Результат | Ссылка |
| ---- | ----------------------- | --------- | --------- | ------ |
| 2019 | Лучший корейский артист | Ateez     | Победа    | [ 29 ] |

### MGMA M2 X Genie Music Awards
| Год  | Премия               | Номинация | Результат | Ссылка |
| ---- | -------------------- | --------- | --------- | ------ |
| 2019 | Новый мужской артист | Ateez     | Номинация | [ 30 ] |

### Soribada Best K-Music Awards
| Год  | Премия            | Номинация | Результат | Ссылка |
| ---- | ----------------- | --------- | --------- | ------ |
| 2019 | Лучший перформанс | Ateez     | Победа    | [ 27 ] |